# The Octoroon
The Octoroon er en amerikansk stumfilm fra 1909 af Sidney Olcott.